# ココナッツ (映画)
『ココナッツ』（The Cocoanuts）は、パラマウント・ピクチャーズ制作、1929年に公開された映画。この作品はマルクス兄弟初の長編主演映画でもある。この作品に出たミュージカル・コメディのスターはマルクス兄弟だけでなく、オスカー・ショウ、マーガレット・デュモン、メアリー・イートンも入る。ウォルター・ウェンジャー制作・ロバート・フローリー とジョセフ・サントリー監督のこの映画は、モリー・リスキンドがジョージ・S・カウフマンのブロードウェイ・ミュージカルを映画にしたものだった。舞台作品の映画化の初期の例として、この作品は不完全なトーキー制作方法がしばしば評される。アーヴィング・バーリン は"When My Dreams Come True"（歌唱：オスカー・ショウとメアリー・イートン）を含む5曲を作曲した。

## キャスト
- グルーチョ・マルクス：ハマー
- ハーポ・マルクス：ハーポ
- チコ・マルクス：チコ
- ゼッポ・マルクス：Jamison
- マーガレット・デュモン：ポッター夫人
- オスカー・ショウ：Robert 'Bob' Adams
- シリル・リング：Harvey Yates
- ケイ・フランシス：Penelope
- メアリー・イートン：Polly Potter
- バジル・ルイスデール：Detective Hennessey

## 挿入歌
- "When My Dreams Come True"
- "The Bell-Hops"
- "Monkey-Doodle-Doo"
- "Ballet Music"
- "Tale of the Shirt"
- "Gypsy Love Song"

この映画は、アーヴィング・バーリンの作品の中でも、代表曲が一つもなかった作品である。バーリンは舞台版のために "Always"という楽曲を作ったが、ジョージ・S・カウフマンがヒットしないと考え、バーリンにカットするように頼んだ。実際カウフマン（またはグルーチョ）は"No one will believe a lyric like 'I'll be loving you, always.' How about changing it to, 'I'll be loving you Thursday'?"と話した。（なお、"Always"は1942年の映画打撃王で少し使われた。）映画化する際にカットされた舞台版の楽曲はあり、そのなかでも"Lucky Boy"は、舞台版ではボブとポリーとの婚約をコーラスが祝う歌である。また、ボブとポリーがデュエットするラブソング"A Little Bungalow"は、"When My Dreams Come True"に差し替えられた。